# Apseudes mussauensis
Apseudes mussauensis är en kräftdjursart som beskrevs av Sueo M. Shiino 1965. Apseudes mussauensis ingår i släktet Apseudes och familjen Apseudidae. Inga underarter finns listade i Catalogue of Life.